# Antje Birthälmer
Antje Birthälmer (* 1957) ist eine deutsche Kunsthistorikerin. Sie arbeitete von 1987 bis 2023 am Von der Heydt-Museum in Wuppertal, ab 1996 als stellvertretende Museumsdirektorin und von 2019 bis 2020 als kommissarische Leiterin.

## Biografie
Antje Birthälmer studierte Kunstgeschichte, Archäologie und Völkerkunde an der Universität zu Köln. Sie arbeitete von 1987 bis 2023 für das Von der Heydt-Museum in Wuppertal. Sie wurde ab 1996 unter der Leitung von Sabine Fehlemann stellvertretende Museumsdirektorin und, nachdem der Direktor Gerhard Finckh im Mai 2019 in den Ruhestand gegangen war, bis zum Amtsantritt seines Nachfolgers Roland Mönig am 1. April 2020 kommissarische Leiterin des Museums.
Bis zu ihrem Ruhestand im Oktober 2023 betreute Birthälmer die Grafik- und die Gemäldesammlung und kuratierte zahlreiche Ausstellungen, darunter die Ausstellung Pablo Picasso | Max Beckmann. Mensch – Mythos – Welt. Während ihrer Zeit als kommissarische Leiterin verantwortete sie die beiden großen Ausstellungen zu Else Lasker-Schüler und Oskar Schlemmer im Museum.

## Veröffentlichungen (Auswahl)
Antje Birthälmer wirkte in zahlreichen Ausstellungskatalogen und Publikationen als Autorin mit, wobei sie in der Regel nicht als Herausgeberin agierte. Beiträge von ihr finden sich unter anderem in:
- Antje Birthälmer (Hrsg.): Um Himmels willen, geschehen in Wuppertal: eine Ausstellung des Von-der-Heydt-Museums in der Kunsthalle Barmen, im Haus der Jugend in Wuppertal Barmen, vom 19. November 1993 bis 16. Januar 1994. Von der Heydt-Museum, Wuppertal 1993
- Sabine Fehlemann (Hrsg.): Sittenbilder des 18. Jahrhunderts: Graphik von William Hogarth [1697–1764], Daniel N. Chodowiecki [1726–1801] aus dem Bestand der Graphischen Sammlung des Von der Heydt-Museums Wuppertal. Von der Heydt-Museum, Wuppertal 1993
- Sabine Fehlemann (Hrsg.): Susanne Kessler: Werke 1984-1994. erschienen anlässlich der Ausstellung Susanne Kessler im Von-der-Heydt-Museum Wuppertal, 28. Oktober – 11. Dezember 1994, Von-der-Heydt-Museum, Wuppertal 1994
- Antje Birthälmer (Red.): Ewald Platte: (1894-1985). Katalog anlässlich der Ausstellung Ewald Platte – Retrospektive zum 100. Geburtstag, 23. Oktober bis 4. Dezember 1994, Von der Heydt-Museum, Wuppertal 1994, ISBN 978-3-89202-025-7.
- Wil Sensen, Partituren, Zeichnungen und Aquarelle 1978-1994. Katalog anlässlich der Ausstellung Wil Sensen und seine Schüler zum 60. Geburtstag des Künstlers, 15. Oktober bis 12. November 1995, Von der Heydt-Museum, Wuppertal 1995, ISBN 978-3-89202-028-8.
- Sabine Fehlemann (Hrsg.): Brücke und Blauer Reiter in der graphischen Sammlung des Von-der-Heydt-Museums: Zeichnungen, Aquarelle, Pastelle und Druckgraphik. Katalog anlässlich der gleichnamigen Ausstellung, 1. Dezember 1996 bis 16. Februar 1997, Von der Heydt-Museum, Wuppertal 1996, ISBN 978-3-89202-030-1.
- Sabine Fehlemann (Hrsg.): Pioniere der Moderne: Kabinettstücke aus der Schenkung von der Heydt; Aquarelle, Pastelle, Handzeichnungen . Katalog anlässlich der gleichnamigen Ausstellung, Kunst- und Museumsverein im Von-der-Heydt-Museum Wuppertal, 27. April bis 6. Juli 1997, Von der Heydt-Museum, Wuppertal 1996, ISBN 978-3-89202-032-5.
- Antje Birthälmer (Red.): Stephan Balkenhol: Skulpturen. Katalog anlässlich der gleichnamigen Ausstellung im Von-der-Heydt-Museum Wuppertal, im Gerhard-Marcks-Haus Bremen und im Museum Kurhaus Kleve, Ewald-Mataré-Sammlung, Von der Heydt-Museum, Wuppertal 1998, ISBN 978-3-933040-01-5.
- Annegret Hoberg, Helmut Friedel (Hrsg.): Der Blaue Reiter und das neue Bild: von der „Neuen Künstlervereinigung München“ zum „Blauen Reiter“. Katalog anlässlich der gleichnamigen Ausstellung, 2. Juli – 3. Oktober 1999, Städtische Galerie im Lenbachhaus, München 1999, ISBN 978-3-7913-2065-6.
- De Caspar David Friedrich a Picasso: obras maestras sobre papel del Museo Von der Heydt de Wuppertal. Katalog anlässlich der gleichnamigen Ausstellung, Mai bis Juli 2001, Museu d’Art Espanyol Contemporani / Fundación Juan March und Von der Heydt-Museum, Wuppertal 2001, ISBN 84-7075-492-0.
- Sabine Fehlemann (Hrsg.) Adolf Erbslöh (1881-1947); vom Expressionismus zum neuen Naturgefühl. Katalog anlässlich der gleichnamigen Ausstellung, 16. Januar bis 27. Februar 2000, Von der Heydt-Museum, Wuppertal 2000, ISBN 978-3-89202-041-7.
- Sabine Fehlemann (Hrsg.): Lovis Corinth (1858 - 1925); aus der Graphischen Sammlung des Von-der-Heydt-Museums. Katalog zur gleichnamigen Ausstellung in der Kunsthalle Barmen, 1. Februar bis 14. März 2004, Von der Heydt-Museum, Wuppertal 2004, ISBN 978-3-89202-058-5.
- Sabine Fehlemann (Hrsg.): Hans Thoma (1839-1924), Max Liebermann (1847-1935), Max Slevogt (1868-1932): aus der Graphischen Sammlung des Von-der-Heydt-Museums. Katalog zur Ausstellung in der Kunsthalle Barmen, 12. Juni bis 31. Juli 2005, Von der Heydt-Museum, Wuppertal 2005, ISBN 978-3-89202-061-5.
- Sabine Fehlemann (Hrsg.): Eugen Batz: (1905-1986); zum 100. Geburtstag – Gemälde und Aquarelle Katalog anlässlich der gleichnamigen Ausstellung in der Kunsthalle Barmen, 17. April bis 29. Mai 2005, Von der Heydt-Museum, Wuppertal 2005, ISBN 978-3-89202-060-8.
- Sabine Fehlemann (Hrsg.): Eduard Bargheer: (1901 - 1979); Aquarelle. Katalog zur Ausstellung, 16. Januar bis 27. Februar 2005, Von der Heydt-Museum, Wuppertal 2005, ISBN 978-3-89202-059-2.
- Sabine Fehlemann (Hrsg.): Vergangene Welten: Graphik von Dürer, Callot, Rembrandt bis Richter; Sammlung Lohmann. Katalog anlässlich der gleichnamigen Ausstellung, 9. April bis 25. Juni 2006, Von der Heydt-Museum, Wuppertal 2006, ISBN 978-3-87909-888-0.
- Gerhard Finckh (Hrsg.): Lyonel Feininger. Katalog zur Ausstellung Lyonel Feininger – Frühe Werke und Freunde, 17.9. – 19.11.2006, Von der Heydt-Museum, Wuppertal 2006, ISBN 978-3-89202-064-6.
- Gerhard Finckh (Hrsg.): Abenteuer Barbizon: Landschaft, Malerei und Fotografie von Corot bis Monet. Katalog anlässlich der gleichnamigen Ausstellung, 4. Februar – 6. Mai 2007, Von der Heydt-Museum, Wuppertal 2007, ISBN 978-3-89202-066-0.
- Gerhard Finckh, Nicole Hartje-Grave: Hans von Marées. Katalog anlässlich der gleichnamigen Ausstellung, 8. Juni – 14. September 2008, Von der Heydt-Museum, Wuppertal 2008, ISBN 978-3-89202-066-0.
- Gerhard Finckh, Nicole Hartje-Grave: Meisterwerke – Von der Heydt-Museum Wuppertal. Von der Heydt-Museum, Wuppertal 2010, ISBN 978-3-89202-076-9.
- Gerhard Finckh (Hrsg.): Die Alten Meister: Kunst des 16. bis 18. Jahrhunderts. Von der Heydt-Museum, Wuppertal 2012, ISBN 978-3-89202-084-4.
- Antje Birthälmer, Gerhard Finckh (Hrsg.): Karl Kunz (1905-1971). Von der Heydt-Museum, Wuppertal 2014, ISBN 978-3-89202-088-2.
- Antje Birthälmer, Gerhard Finckh (Hrsg.): Weltkunst von Buddha bis Picasso: die Sammlung Eduard von der Heydt. Katalog anlässlich der gleichnamigen Ausstellung in Zusammenarbeit mit dem Museum Rietberg Zürich, Von der Heydt-Museum, Wuppertal 2015, ISBN 978-3-89202-092-9.
- Antje Birthälmer, Gerhard Finckh (Hrsg.): Jankel Adler und die Avantgarde – Chagall, Dix, Klee, Picasso. Von der Heydt-Museum, Wuppertal 2018, ISBN 978-3-89202-099-8.
- Antje Birthälmer, Beate Eickhoff (Hrsg.): Oskar Schlemmer: Komposition und Experiment: das Wuppertaler Maltechnikum. Von der Heydt-Museum, Wuppertal 2019, ISBN 978-3-89202-102-5.
- Antje Birthälmer (Hrsg.): Else Lasker-Schüler „Prinz Jussuf von Theben“ und die Avantgarde. Von der Heydt-Museum, Wuppertal 2019, ISBN 978-3-89202-101-8.
- Antje Birthälmer, Roland Mönig (Hrsg.): Vision und Schrecken der Moderne: Industrie und künstlerischer Aufbruch. Von der Heydt-Museum, Wuppertal 2020, ISBN 978-3-89202-105-6.
- Roland Mönig, Antje Birthälmer (Hrsg.): Aus der Zeit gerissen. Joseph Beuys: Aktionen – fotografiert von Ute Klophaus 1965-1986; Sammlung Lothar Schirmer. Von der Heydt-Museum, Wuppertal 2021, ISBN 978-3-89202-106-3.

## Belege
1. ↑  Grüße aus einem unbekannten Land. Else Lasker-Schüler im Von der Heydt-Museum, kunst & gut 11/19, 30. Oktober 2019; abgerufen am 1. Dezember 2023.
2. 1 2  Wuppertaler Von der Heydt-Museum: Dr. Anna Storm nun Vize-Direktorin. In: Wuppertaler Rundschau, 7. November 2023; abgerufen am 1. Dezember 2023.
3. ↑  Roland Mönig ist neuer Direktor des Von der Heydt-Museums Wuppertal, art-in.de, 24. März 2020; abgerufen am 1. Dezember 2023.
4. ↑  Dr. Roland Mönig ist neuer Direktor des Von der Heydt-Museums, kabinett-online.de, 24. April 2020; abgerufen am 1. Dezember 2023.